# سد پوسینهو
سد پوسینهو (به پرتغالی: Barragem do Pocinho) یک سد وزنی و نیروگاه برقابی در پرتغال است که در municipality Vila Nova de Foz Côa, Guarda District واقع شده‌است.